# NGC 634
NGC 634は、さんかく座の方角に約2億5,000万光年離れた位置にある渦巻銀河である。19世紀にフランスの天文学者エドゥアール・ステファンが発見した。白色矮星の爆発的な崩壊により、2008年に主要な観測対象となった。